# Meg White
Pour les articles homonymes, voir White.
Megan Martha « Meg » White, née le 10 décembre 1974 à Grosse Pointe Farms (Michigan), est une musicienne américaine, connue pour avoir été la batteuse et chanteuse du groupe The White Stripes, dans lequel elle jouait avec Jack White. Ils ont été mariés en 1996 et ont divorcé en 2000. Meg White est mentionnée par le magazine Rolling Stone comme étant l'une des cent meilleurs batteurs de tous les temps. En 2011, à la suite de la séparation des White Stripes, Meg White se retire de la scène musicale.

## Biographie

### Jeunesse
Meg White, née le 10 décembre 1974 à Grosse Pointe Farms dans le Michigan, est la fille de Catherine et Walter White. Elle est la fille cadette d'une fratrie de deux sœurs. Dans sa jeunesse, elle fréquente le lycée Grosse Point North High School. D'un tempérament solitaire et calme, Meg White n'a pas beaucoup d'amis,. Enfant, elle aime jouer avec de la neige, pratiquer le roller et écouter l'album Abracadabra du groupe Steve Miller. Pendant ses études, Meg White travaille dans plusieurs bars en service et en cuisine. Elle officie notamment au Memphis Smoke, un bar de blues de Royal Oak, où elle côtoie Corey du groupe Electric Six. Dans un des restaurants dans lequel elle travaille, elle rencontre également Jack Gillis. Elle l'épouse le 21 septembre 1996 à South Lyon, Michigan. Jack Gillis prend alors le nom de sa femme et devient Jack White.

### Carrière musicale
Le 14 juillet 1997, elle joue sur la batterie de Jack White, également batteur,. Ce dernier est inspiré par sa performance et perçoit son potentiel. La même année, ensemble, ils forment le duo The White Stripes. Ils commencent à se produire sur scène en août 1997 au bar The Gold Dollar. Le groupe sort son premier single Let's Shake Hands en février 1998. Puis il fait une tournée et sort le single en octobre 1998. Il commence à être connu sur la scène nationale américaine.
À partir de 2001, le groupe connaît un véritable succès avec la sortie de l'album White Blood Cells,.
Les albums Elephant sorti en 2003 et Get Behind Me Satan en 2005 sont également des succès. 
Le duo se sépare en 2011.

## Style musical et influence

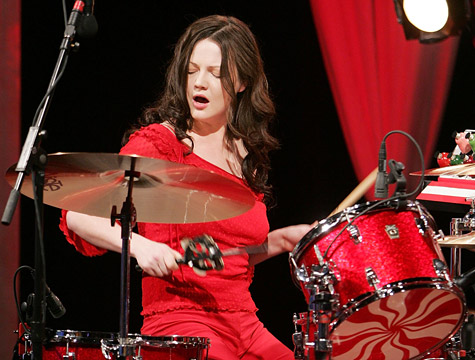

### Notoriété
Le groupe The White Stripes dont fait partie Meg White a apporté sa propre esthétique au rock. Il fait partie des groupes notables des années 90-2000. Le style minimaliste de Meg White à la batterie a contribué à l'essor du groupe. Ainsi Meg White est identifiée par le magazine Rolling Stone comme l'une des plus grandes batteuses de l'histoire du rock. Son talent est apprécié par de nombreux musiciens comme Dave Grohl, ancien batteur de Nirvana et membre de Foo Fighters.

### Style musical
Meg White est connue en tant que batteuse pour son style à la fois énergique et minimaliste. En raison de sa simplicité, sa façon de jouer est parfois considérée comme mauvaise. Pourtant, son style serait particulièrement reconnaissable. Cette mauvaise réputation viendrait du fait que Meg White n'avait aucune connaissance musicale avant de rencontrer Jack White. Selon le journaliste Chris Willman de Variety, les allégations selon lesquelles Meg White serait une mauvaise batteuse rappellent les arguments utilisés pour critiquer le manque de technicité d'autres batteurs tel Ringo Starr, mais s'expliqueraient aussi par du sexisme.Dans une interview à Rolling Stone en 2005, Meg White défend son style minimaliste qu'elle considère comme sa force. En 2023, alors que son jeu est attaqué dans un tweet par le journaliste Lachlan Markay, de nombreuses personnalités du milieu musical la défendent dont son ancien mari Jack White, la musicienne Karen Elson, la journaliste Annie Zaleski et le musicien Ron Sexsmith,.
Une des spécialités de Meg White est le double stop, soit un coup suivi de deux coups. Cette technique, caractéristique du son des White Stripes, est utilisée par la batteuse dans les chansons I'm Slowly Turning Into You, Dead Leaves and the Dirty Ground et Fell in Love With a Girl.
Sur certaines chansons, comme In The Cold, Cold Night de l'album Elephant ou Passive Manipulation sur Get Behind Me Satan, ainsi que dans St. Andrew (The Battle Is in The Air) sur Icky Thump, Meg White occupe le rôle de chanteuse.

### Influence
Meg White apprécie le musicien Bob Dylan.

### Matériels utilisés
Elle joue principalement sur des caisses Ludwig, des cymbales Zildjian et des peaux de résonance Remo.

## Discographie
The White Stripes :
- 1999 : The White Stripes - XL Recordings
- 2000 : De Stijl - XL Recordings
- 2001 : White Blood Cells - XL Recordings
- 2003 : Elephant - XL Recordings
- 2004 : Under Blackpool Lights
- 2005 : Walking With A Ghost
- 2005 : Get Behind Me Satan - XL Recordings
- 2007 : Icky Thump - XL Recordings
- 2010 : Under Great White Northern Lights - XL Recordings
- 2011 : Live in Missisippi
- 2012 : Live at the Gold Dollar
- 2013 : Nine Miles From the White City
- 2014 : Live Under the Lights of the Rising Sun
- 2015 : Under Amazonian Lights

## Filmographie
Meg White est apparue avec Jack dans le film Coffee and Cigarettes (2003) de Jim Jarmusch.

## Vie privée
Meg White est mariée à Jack White de 1996 à 2000. Meg White souffre d'anxiété et sa carrière musicale en pâtit. En conséquence, en 2007, le duo annule les 18 dates de concerts de la tournée. En 2009, elle se remarie avec le musicien Jackson Smith. Le couple divorce en 2013.
D'un naturel timide, Meg White parle peu par choix, préférant laisser Jack White s'entretenir avec les journalistes. N'aimant pas la célébrité, elle est une personne discrète.